# Titularerzbistum Iconium
Iconium (ital.: Iconio) ist ein Titularerzbistum der römisch-katholischen Kirche.
Es geht zurück auf einen früheren Bischofssitz in der antiken Stadt Iconium (heute Konya), die sich in der kleinasiatischen Landschaft Lykaonien in der heutigen südlichen Türkei befindet. 
| Titularerzbischöfe von Iconium |                                                      |                                                                                               |                    |                    |
| Nr.                            | Name                                                 | Amt                                                                                           | von                | bis                |
| 1                              | Joannes Mattaeus Caryophyllis                        |                                                                                               | 18. September 1622 | 1633               |
| 2                              | Camillo Paolucci                                     | Apostolischer Nuntius                                                                         | 26. Juni 1724      | 18. April 1746     |
| 3                              | Manuel Tercero Rozas OSA Titularbischof pro hac vice | Weihbischof in Sevilla (Spanien)                                                              | 26. November 1727  | 4. Juli 1752       |
| 4                              | Matteo Trigona                                       | emeritierter Bischof von Syrakus (Italien)                                                    | 1. April 1748      | 1754               |
| 5                              | Agatino Maria Reggio Statella                        | emeritierter Bischof von Cefalù (Italien)                                                     | 17. Februar 1755   |                    |
| 6                              | Giovanni Battista Caprara                            | Apostolischer Nuntius                                                                         | 1. Dezember 1766   | 21. Februar 1794   |
| 7                              | Antonio Maria Odescalchi                             |                                                                                               | 1. Juni 1795       | 28. Mai 1804       |
| 8                              | Pietro Caprano                                       | Kurienerzbischof                                                                              | 8. März 1816       | 15. Dezember 1828  |
| 9                              | Jean-Baptiste Auvergne                               | Apostolischer Vikar von Aleppo (Syrien) Apostolischer Delegat                                 | März 1833          | 14. September 1836 |
| 10                             | Niccola Candoni                                      | Koadjutorerzbischof von Naxos (Griechenland)                                                  | 12. März 1837      | 15. November 1838  |
| 11                             | Johannes von Geissel                                 | Koadjutorerzbischof von Köln (Deutschland)                                                    | 23. Mai 1842       | 19. Oktober 1845   |
| 12                             | Vincenzo Annovazzi                                   | emeritierter Bischof von Anagni (Italien)                                                     | 1846               | 4. August 1850     |
| 13                             | Antonio Ligi Bussi OFMConv                           | Vizegerent von Rom (Italien)                                                                  | 17. Februar 1851   | 9. September 1862  |
| 14                             | Luigi Puecher Passavalli OFMCap                      |                                                                                               | 17. Mai 1867       |                    |
| 15                             | Raffaele Sirolli                                     | emeritierter Bischof von Aquino-Sora-Pontecorvo (Italien)                                     | 14. Dezember 1899  |                    |
| 16                             | Luigi Lazzareschi                                    | emeritierter Bischof von Gubbio (Italien)                                                     | 22. Juni 1903      | 23. Januar 1918    |
| 17                             | Pietro di Maria                                      | Apostolischer Delegat Apostolischer Nuntius                                                   | 11. Juni 1918      | 3. September 1937  |
| 18                             | Eugène Tisserant                                     | Kurienerzbischof                                                                              | 25. Juni 1937      | 26. Juli 1937      |
| 19                             | Luca Ermenegildo Pasetto OFMCap                      | Kurienerzbischof                                                                              | 22. September 1937 | 11. November 1950  |
| 20                             | Sergio Pignedoli                                     | Apostolischer Nuntius Weihbischof in Mailand (Italien) Apostolischer Delegat Kurienerzbischof | 22. Dezember 1950  | 5. März 1973       |